# Pertinenzprinzip
Als Pertinenzprinzip (lat.: pertinere, ‚dazu gehören‘) wird bezeichnet:
- im Archivwesen die Bestandsbildung nach Sachbetreffen beziehungsweise einer Sachsystematik; Gliederung von Archivgut nach Territorial-, Personal- oder Sachbetreffen ohne Rücksicht auf die Entstehungszusammenhänge.[1] Gegenbegriff ist das Provenienzprinzip, die Ordnung nach Herkunft der Archivalien. Beim Pertinenzprinzip werden im Regelfall die Unterlagen verschiedener Registraturbildner vermischt, so dass Entstehung und Entwicklung eines Aktenbestandes verloren gehen (können). Dies und der weitaus größere Verwaltungsaufwand, der für das Pertinenzprinzip erforderlich ist, führten dazu, dass man in größeren Archiven meist das Provenienzprinzip bevorzugt.

- im Editionswesen bezeichnet man als „Pertinenzprinzip“ die bei Werk- oder Gesamtausgaben einer Autorin oder eines Autors vorgenommene Textanordnung nach thematisch zusammengehörigen Materien. Gegenbegriff ist hier das „Chronologieprinzip“, bei dem die Texte nach ihrem Erscheinungsdatum im Druck angeordnet werden.